# Neunkirchen-Seelscheid
Neunkirchen-Seelscheid ist eine kreisangehörige Gemeinde im Rhein-Sieg-Kreis im Regierungsbezirk Köln in Nordrhein-Westfalen. Neben den beiden Hauptorten Neunkirchen und Seelscheid zählen zahlreiche kleinere Ortschaften zur Gemeinde.

## Geographie und Bevölkerung

Panorama von Neunkirchen

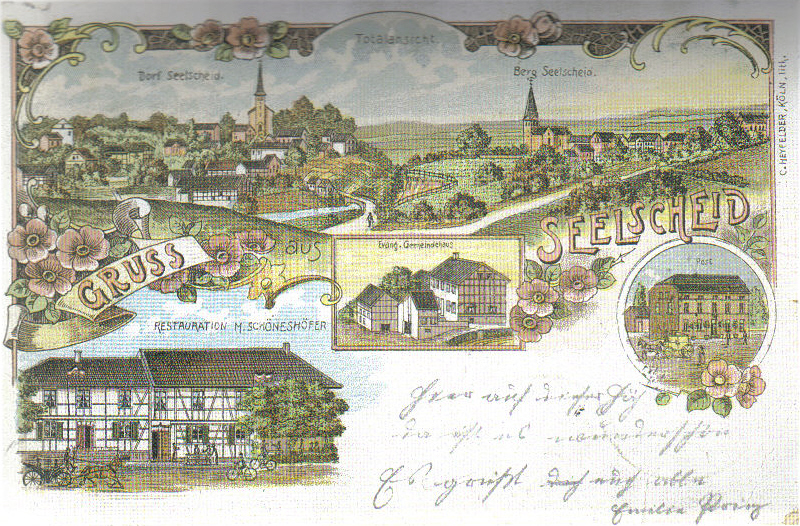
Seelscheid im Jahre 1898

Neunkirchen-Seelscheid liegt 20 km nordöstlich von Bonn und 35 km südöstlich von Köln im südlichsten Teil des Bergischen Landes. Die nordwestliche Gemeindegrenze wird durch den Flusslauf des Naafbachs geprägt, während die südöstliche Grenze durch die Bröl begrenzt ist. Etwa mittig durch das Gemeindegebiet fließt der Wahnbach, der in die Wahnbachtalsperre einmündet. Weitere landschaftsprägende Gewässer sind die Bachläufe von Dreisbach, Horbacher Bach, Köbach und Wendbach, der den Höhenrücken des Wennerscheid, welcher im Norden am Wahnbach beginnt, nach Süden begrenzt.

### Nachbargemeinden
Benachbarte Städte sind Siegburg, Hennef (Sieg), Overath und Lohmar. Benachbarte Gemeinden sind Much und Ruppichteroth.

### Gemeindegliederung
Die Gemeinde besteht neben den beiden Hauptorten Neunkirchen (5318) und Seelscheid (5780) aus folgenden weiteren Ortsteilen:

(in Klammern: Einwohnerzahl, Stand: 31. Dezember 2020)
Balensiefen (15), Birken (68), Birkenfeld (173), Birkenmühle (6), Brackemich (117), Breiderheide (3), Bruchhausen (57), Busch (13), Effert (0), Eich (105), Eischeid (487), Gutmühle (37), Hardt (52), Hasenbach (308), Hausermühle (56), Heister (143), Herkenrath (135), Hermerath (353), Hochhausen (461), Hohn (96), Hülscheid (405), Ingersau (53), Ingersaueler Mühle (6), Kaule (35), Köbach (98), Krahwinkel (98), Krawinkel (184), Mohlscheid (352), Nackhausen (307), Neunkirchen (5.151) Niederhorbach (168), Niederwennerscheid (440), Oberdorst (315), Oberheister (380), Oberhorbach (70), Oberwennerscheid (374), Ohlig (8), Ohmerath (31), Pinn (30), Pohlhausen (431), Pütz (16), Rehwiese (10), Remschoß (267), Rengert (233), Renzert (54), Rippert (149), Scherpekotten (2), Schöneshof (444), Seelscheid (5.711), Siefen (38), Söntgerath (110), Stein (145), Steinermühle (17), Straßen (88), Wahlen (21), Wahn (183), Weiert (20), Wende (2), Wolperath (1.400)

### Einwohnerstatistik
(jeweils zum 31. Dezember)
| Jahr | Einwohner |
| ---- | --------- |
| 1960 | 06.278    |
| 1980 | 15.040    |
| 1981 | 15.452    |
| 1982 | 15.654    |
| 1983 | 15.973    |
| 1984 | 15.313    |
| 1985 | 15.385    |
| 1986 | 15.550    |
| 1987 | 15.701    |
| 1988 | 15.861    |
| 1989 | 16.284    |

| Jahr | Einwohner |
| ---- | --------- |
| 1990 | 16.860    |
| 1991 | 17.041    |
| 1992 | 17.360    |
| 1993 | 17.690    |
| 1994 | 18.148    |
| 1995 | 18.508    |
| 1996 | 18.847    |
| 1997 | 19.156    |
| 1998 | 19.515    |
| 1999 | 19.874    |

| Jahr | Einwohner |
| ---- | --------- |
| 2000 | 20.079    |
| 2001 | 20.328    |
| 2002 | 20.674    |
| 2003 | 20.898    |
| 2004 | 21.020    |
| 2005 | 21.000    |
| 2006 | 20.946    |
| 2007 | 20.902    |
| 2008 | 20.868    |
| 2009 | 20.855    |

| Jahr | Einwohner |
| ---- | --------- |
| 2010 | 20.822    |
| 2011 | 20.756    |
| 2012 | 20.613    |
| 2013 | 20.497    |
| 2014 | 20.593    |
| 2015 | 20.958    |
| 2020 | 20.512    |

### Konfessionsstatistik
Mit Stand 30. Dezember 2020 waren von den Einwohnern 37,9 % katholisch, 24,6 % evangelisch und 37,5 % waren konfessionslos oder gehörten einer anderen Glaubensgemeinschaft an.

### Klima
Die Gemeinde liegt auf einer Höhe von durchschnittlich ca. 220 m ü. NN; die Jahresdurchschnittstemperatur liegt bei ca. 8 Grad Celsius und die jährliche Regenmenge liegt bei ca. 1000 mm, was hauptsächlich am Steigungsregen liegt, der im Bergischen Land auftritt. Die Sommer sind verhältnismäßig kühl: Die Temperatur beträgt im Sommer oft 5 Grad weniger als in Köln, was hauptsächlich an der Höhenlage liegt. In Krawinkel gibt es eine Wetterstation, die in das Meteomedia-Messnetz aufgenommen wurde, jedoch nicht von Meteomedia betrieben wird.

## Geschichte

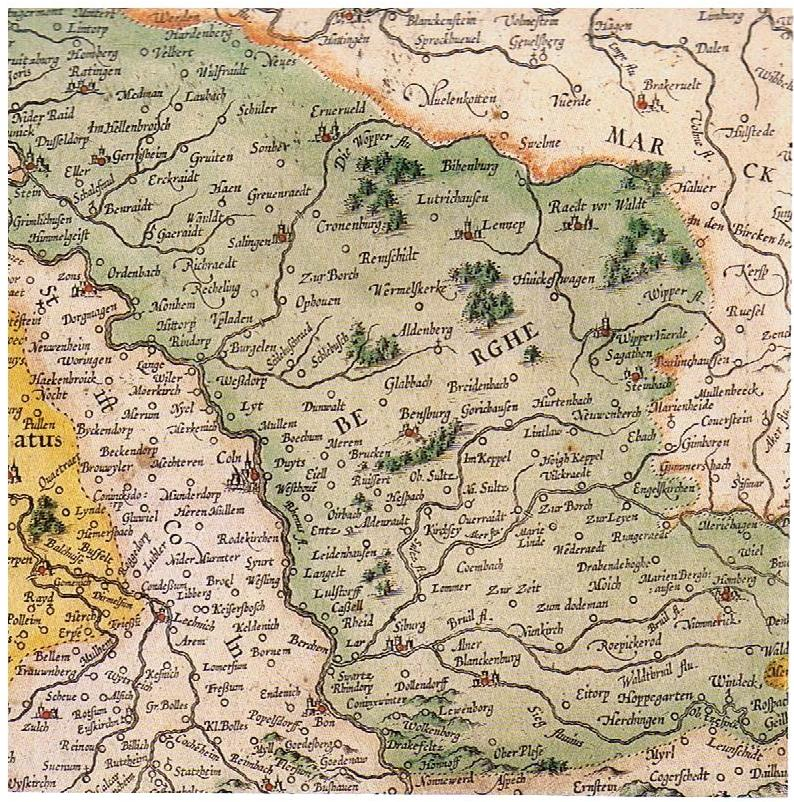
Herzogtum Berg 1585 – Neunkirchen (Nunkirch) und Seelscheid (zur Zeit)

- Ca. 5000 v. Chr. erste Zeugnisse menschlicher Besiedlung
- Anfang des 10. Jhd. Erwähnung der Zehntpflicht eines Kirchspiels Neunkirchen unter dem Kölner Erzbischof Brun (Bruno I.)
- Mitte des 10. Jhd. Zugehörigkeit zur Grafschaft Auelgau
- 1178 erste gesicherte urkundliche Erwähnung Neunkirchens
- Im 12. Jhd. geht das Gebiet an die Grafschaft Sayn mit Sitz auf der Burg Blankenberg über
- 1365 bis 1814 waren Neunkirchen und Seelscheid Teil des Herzogtum Berg
- 1815 Eingliederung in das Königreich Preußen später Freistaat Preußen
- 1899 Gründung des Antoniuskollegs in Neunkirchen als „Höhere Schule für Knaben vom Lande“ durch Pfarrer Heinrich Schaaf
- 1955–1958 wurde die Wahnbachtalsperre gebaut.

Am 1. August 1969 entstand Neunkirchen-Seelscheid aus dem Zusammenschluss der bisherigen Gemeinden Neunkirchen und Seelscheid, dem alten Amt Neunkirchen.
- 1999 zählte die Gemeinde erstmals über 20.000 Einwohner.
- 2010 lehnten die Bürger in einem Ratsbürgerentscheid die Beantragung der Stadtrechte ab.[5]
- 2013 zählt die Gemeinde erstmals wieder unter 20.000 Einwohner seit 1999

Der Heimat- und Geschichtsverein Neunkirchen-Seelscheid hat sich zum Ziel gesetzt, die Geschichte der Gemeinde und der mit ihr geschichtlich verbundenen Nachbargebiete zu erforschen.

## Politik

### Gemeinderat
Der Gemeinderat ist die kommunale Volksvertretung der Gemeinde Neunkirchen-Seelscheid. Über die Vergabe der 40 Sitze entscheiden die Bürger alle fünf Jahre in allgemeiner, unmittelbarer, freier, gleicher und geheimer Wahl. Die letzte Wahl fand am 13. September 2020 statt.

### Bürgermeister
Bei den Kommunalwahlen 2014 am 25. Mai wurde Nicole Sander (heute Nicole Berka) (SPD) mit 57,17 % der gültigen Stimmen zur Bürgermeisterin gewählt. Sander war als gemeinsame Kandidaten der SPD, der Grünen und der Freien Unabhängigen Wählergemeinschaft zur Wahl angetreten. Bei den Kommunalwahlen 2020 am 13. September wurde sie mit 50,29 % der gültigen Stimmen erneut gewählt.

### Wappen
| Wappen von Neunkirchen-Seelscheid | Blasonierung: „Geteilt von Silber und Blau, oben ein wachsender doppelschweifiger, blaugekrönter, -bewehrter und -bezungter Löwe, unten pfahlweise drei goldene Fische.“ |
| Wappen von Neunkirchen-Seelscheid | Wappenbegründung: Der dargestellte Löwe ist der Bergische Löwe, das Wappentier des ehemaligen Herzogtums Berg. Die goldenen Fische stehen als Symbol für den damaligen Fischreichtum der Gemeinde und ihrer Gewässer. Das Wappen der Gemeinde Neunkirchen-Seelscheid ist die Nachbildung eines Schöffensiegels des ehemaligen Landgerichtes in Neunkirchen. |

### Gemeindepartnerschaften
Neunkirchen-Seelscheid unterhält partnerschaftliche Beziehungen mit Bicester (Vereinigtes Königreich), Les Essarts in Frankreich sowie mit Czernichów in Polen.

## Kultur und Sehenswürdigkeiten

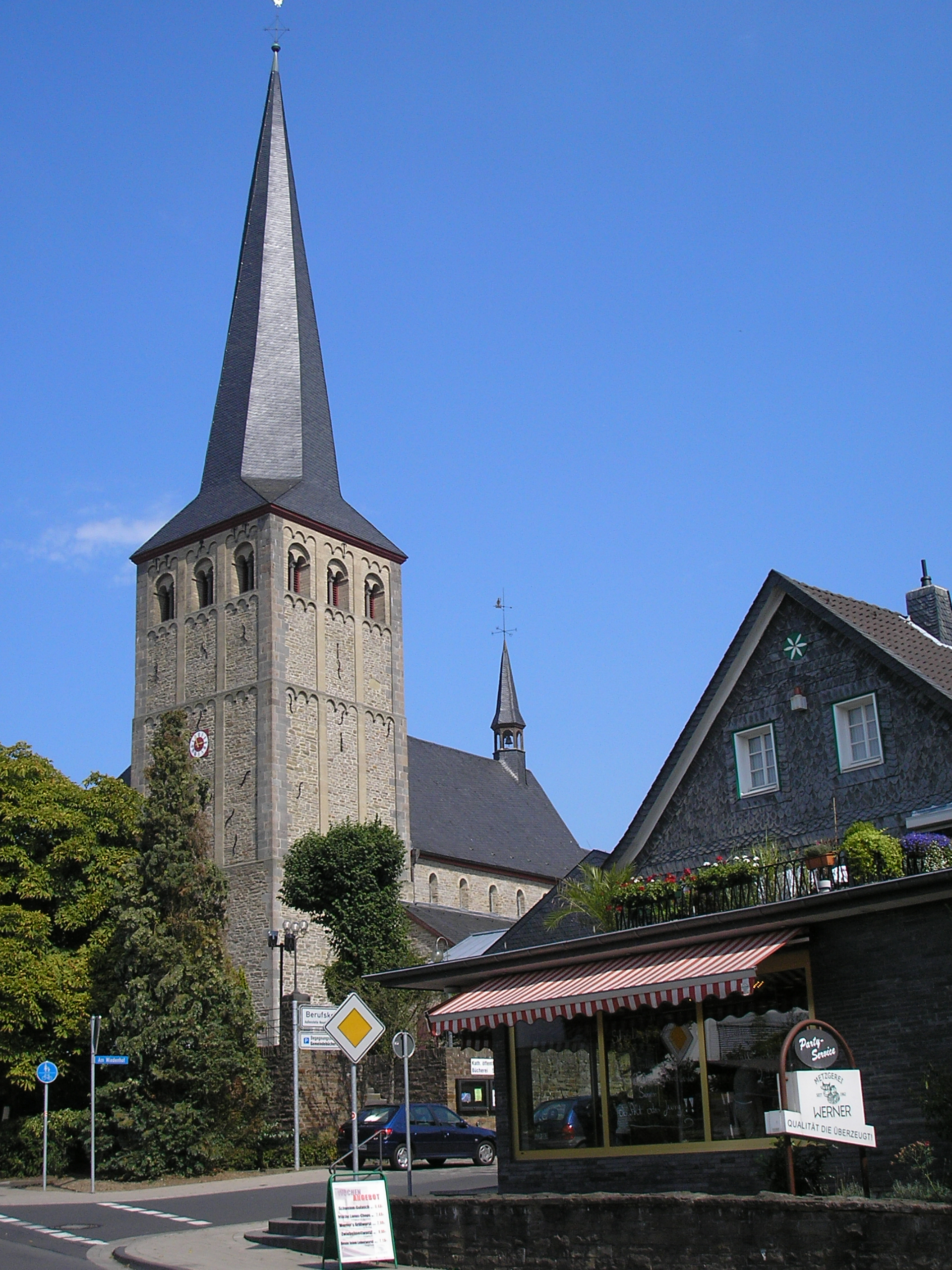
St. Margareta in Neunkirchen

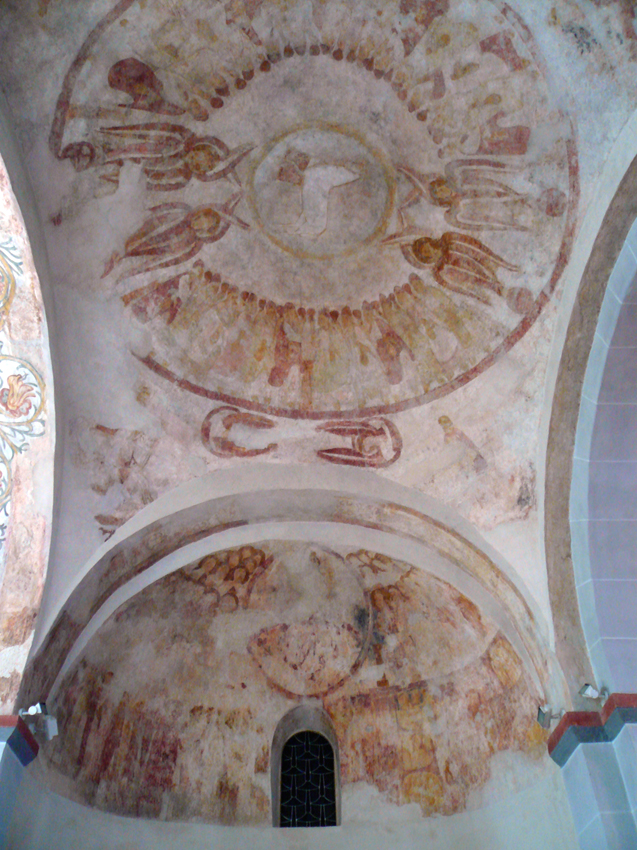
Romanische Decken-Fresken St. Margareta

- Die katholische Pfarrkirche St. Margareta in Neunkirchen, in ihrer jetzigen Gestalt aus dem 12. Jahrhundert im Stile der Frühromanik und einem neugotischen Erweiterungsbau, mit nördlich der Alpen einzigartigen, freigelegten romanischen Decken-Fresken im Binnenchor. Es scheint, dass die Kirche, vor ihrem Umbau zur dreischiffigen Pfeilerbasilika in Longitudinalbauweise im 12. Jahrhundert, in Form einer Saalkirche weitaus älteren Ursprungs ist.

- Evangelische Kirchengemeinde Seelscheid
- Auch andere historische Kirchenbauten und eine Vielzahl von alten Wegekreuzen befinden sich im Gemeindegebiet von Neunkirchen-Seelscheid.
- Ebenso sind in der Gemeinde noch zahlreiche historische Fachwerkhäuser im bergischen Fachwerkstil in ihrem ursprünglichen Zustand erhalten geblieben.

### Kirchen und Kapellen
- Katholische Pfarrkirche St. Margareta in Neunkirchen
- Katholische Pfarrkirche St. Georg in Seelscheid
- Katholische Pfarrkirche St. Anna in Hermerath
- Katholische Kapelle im Antoniuskolleg Neunkirchen
- Evangelische Kirche Neunkirchen
- Evangelische Kirche Seelscheid
- Evangelische Kapelle im Altenheim Seelscheid

### Parks
- Die Wahnbachtalsperre mit einer Wasserfläche von 225 Hektar dominiert im südwestlichen Gemeindegebiet das Landschaftsbild.
- Der Bicesterpark ist ein kleiner Park an der Breite Straße in Seelscheid, an dem alte Landmaschinen ausgestellt werden. Der Name ist der Partnerstadt Bicester gewidmet.

### Naturdenkmäler
- Winterlinde im Ortsteil Hochhausen (Hochkreuz / Wahner Weg). Der Baum ist über 300 Jahre alt.
- Winterlinde im Ortsteil Straßen (Bundesstraße 56 / Dreikronenstraße). Der Baum ist ebenfalls über 300 Jahre alt und gab als Dreikronenlinde der Straße ihren Namen.
- Eibe im Ortsteil Seelscheid/Hohn (Ingersauler Str. 10)[10]

### Sport und Vereine
In Neunkirchen gibt es ein Hallenbad mit Fitness-, Sauna-, Wellnessbereich und Bistro. Zahlreiche Sportvereine bieten Fußball, Tennis, Basketball, Baseball, Turnen, Tanzen und Reiten an. Besonders erwähnenswert ist hierbei der Turnverein 1908 Neunkirchen mit der Baseball- und Softball-Abteilung Neunkirchen Nightmares. Ebenso gibt es eine Vielzahl von Chören und Musikvereinen, mit teils langer Tradition wie den MGV Seelscheid sowie die Pfadfinderstämme Roter Milan, mit Stammesheim in Birkenfeld und Hüttengelände in einem Waldstück von Neunkirchen, und Edelweiss, mit Stammesheim in Seelscheid.

## Wirtschaft und Infrastruktur

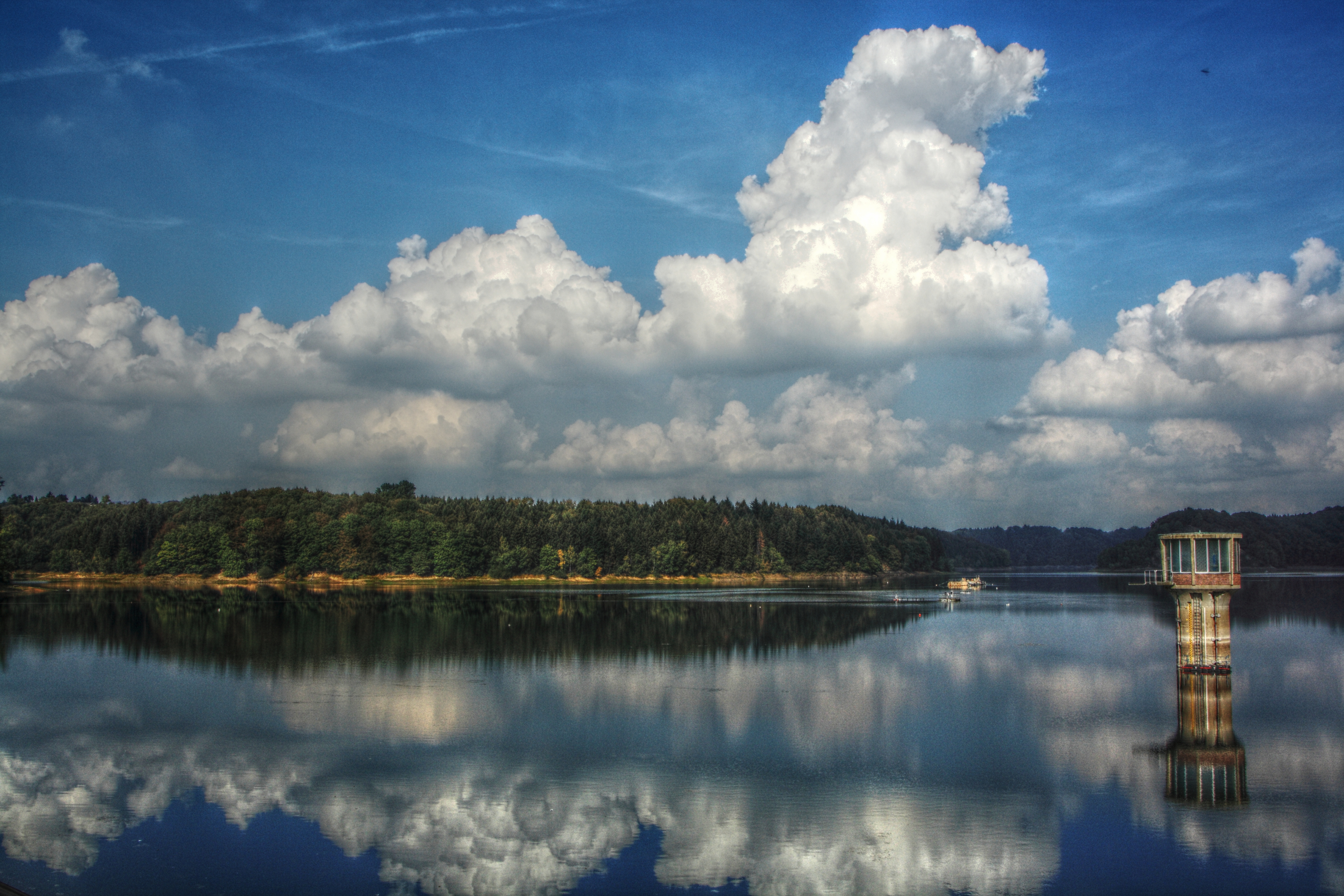
Wahnbachtalsperre

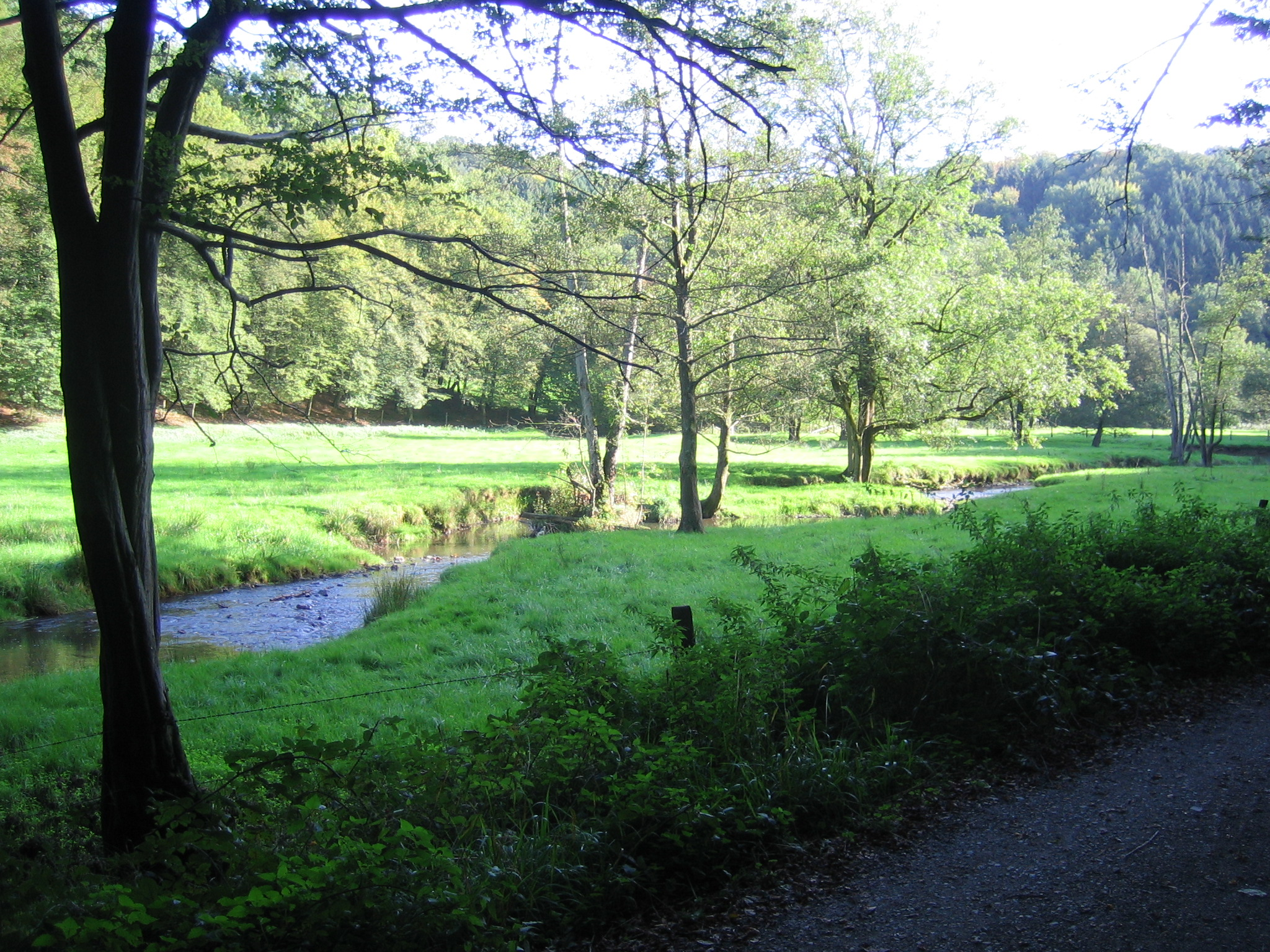
Naafbachtal

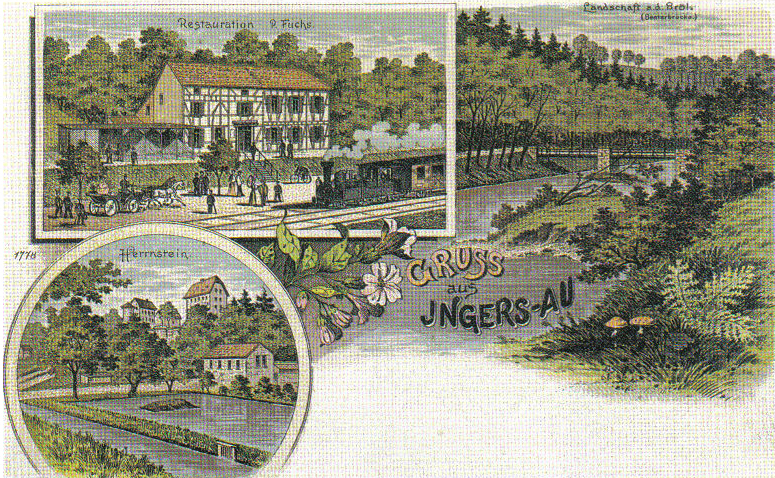
Das Bröltal in Ingersau im Jahr 1905 mit Bröltalbahn

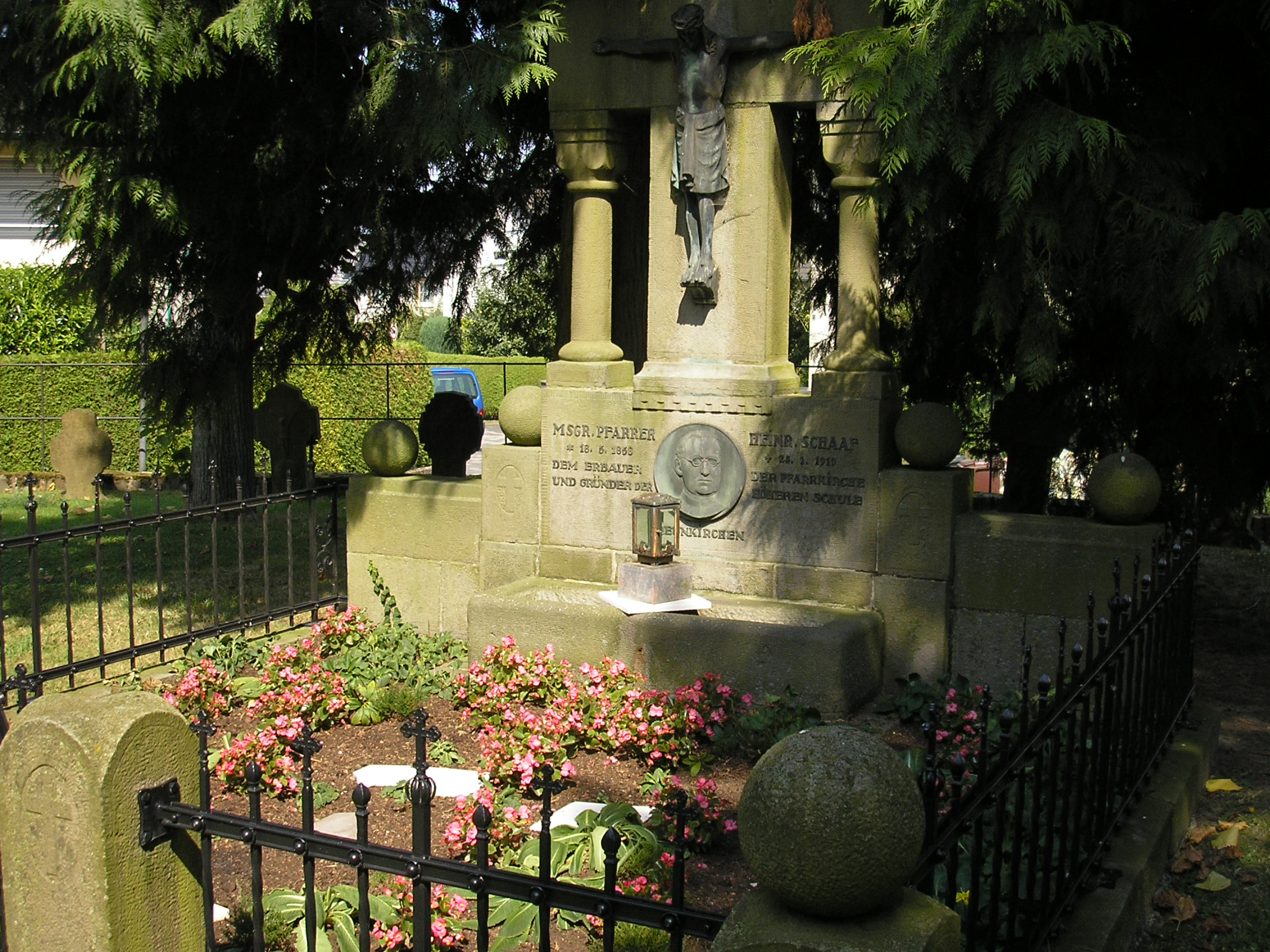
Grabmal von Pfarrer Heinrich Schaaf, Gründer des Antoniuskollegs

Wirtschaftlich ist das Gemeindegebiet geprägt durch land- und forstwirtschaftliche Betriebe, einige wenige mittelständische Unternehmen (Keramikvertrieb, Elektro- und Maschinenbau etc.), Betriebe des Reit- und Angelsport sowie eine Vielzahl von Pendlern, die täglich ihre Arbeitsplätze in den Großstädten Bonn und Köln aufsuchen.
Der Wasch- und Reinigungsmittelhersteller Thurn-Produkte betreibt seine Leitzentrale in Neunkirchen, die im Bereich Abwassertechnik tätige HOMA Pumpenfabrik GmbH hat ihren Hauptsitz im Stadtteil Oberheister und das Versicherungsunternehmen „Dr-Walter GmbH“ hat seinen Standort im Gewerbegebiet Ohlenhohn.
Es bestehen zaghafte Versuche, das Gemeindegebiet touristisch zu erschließen. Für den Kölner Raum gilt die Gemeinde Neunkirchen-Seelscheid bereits seit längerer Zeit als Naherholungsgebiet. Viele Kölner besitzen hier eine Ferien- oder Zweitwohnung, meist in unmittelbarer Nähe zu den ausgedehnten Waldgebieten des Wahnbachtals oder des Bröltals.
Die Gemeinde Neunkirchen-Seelscheid hat enorme infrastrukturelle Probleme hinzunehmen. Allein die Tatsache, dass die Gemeinde aus zwei Hauptorten besteht, die zudem geographisch mehrere Kilometer, durch ein Tal getrennt, auseinanderliegen, bedeutet eine sich teilweise überschneidende Bereitstellung von Infrastruktur. Hinzu kommen zahlreiche geografische und wirtschaftliche Einschränkungen, die sich sowohl aus der Lage der Wahnbachtalsperre auf dem Gemeindegebiet als auch aus den ihr zugeordneten Trinkwasserschutzgebieten ergeben. Somit ist die Gemeinde in ihrer freien räumlichen Ausdehnung limitiert, ebenso wie Betriebe in einer freien Ansiedlung oder Erweiterung. Auch trägt zu dieser Situation der Wunsch bei, die Gemeinde als Naherholungsgebiet weiter auszubauen. Dieser war ausschlaggebend für die Entscheidung, eine Ansiedlung im gewerblichen Bereich vornehmlich auf umweltfreundliche Betriebe zu konzentrieren.

### Verkehr
Wichtige Buslinien der Rhein-Sieg-Verkehrsgesellschaft, auf denen der Tarif des Verkehrsverbund Rhein-Sieg (VRS) gilt, sind:
- Linie 576 Neunkirchen-Antoniusplatz – Seelscheid Post – Much Rathaus – Marienfeld Kirche
- Linie 577 Neunkirchen-Antoniusplatz – Pohlhausen – Birk/Inger – Heide – Stallberg – Siegburg Bahnhof
- Linie 578 Hennef (Sieg) Bahnhof – Happerschoß – Neunkirchen Antoniusplatz – Brackemich – Much Schulzentrum
- Verschiedene Bedarfslinien Anrufsammeltaxi (AST) (Rhesi)

Bis zu deren Stilllegung war Ingersau an die Bröltalbahn angebunden.
Mehrere Bundesstraßen führen durch das Gemeindegebiet:
- Bundesstraße 56 (Bonn–Gummersbach)
- Bundesstraße 507 (Lohmar–Neunkirchen)
- Bundesstraße 478 (Hennef (Sieg)–Waldbröl)

In der Gemeinde waren am 1. Januar 2018 16.153 Kraftfahrzeuge zugelassen, darunter 13.332 Pkw.
Die Zeithstraße, ein mittelalterlicher Fernhandelsweg, verlief durch den Ortsteil Seelscheid, ist namentlich heute noch vorhanden und ging als wichtige Verkehrsstraße in der Bundesstraße 56 auf.
Die Deutsche Alleenstraße führt mit ihrem Abschnitt 10 durch das Gemeindegebiet.

### Bildung

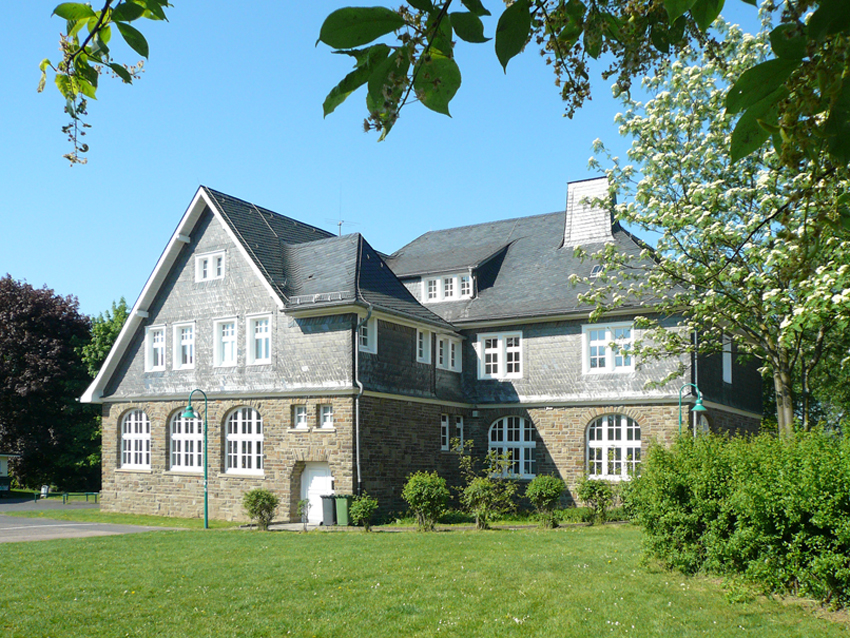
Alte Schule in Neunkirchen, jetzt Hauptbibliothek

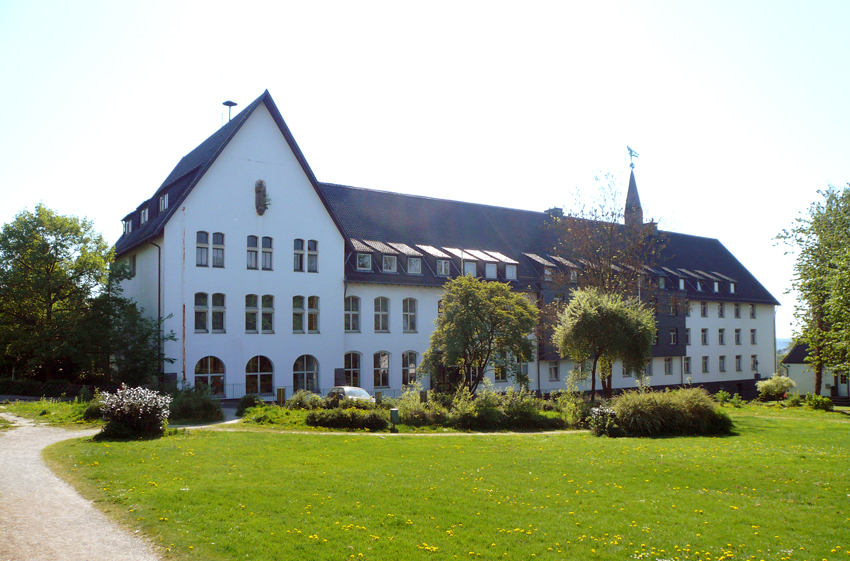
Antoniuskolleg in Neunkirchen

Die Gemeinde hat drei Grundschulen in Neunkirchen (Ritter-Göttscheid-Grundschule), Seelscheid (Grundschule am Wenigerbach) und Wolperath (Grundschule Wolperath-Schönau). Früher gab es eine Hauptschule und eine Realschule (Clara-Schumann-Realschule), die durch eine Gesamtschule (Gesamtschule Neunkirchen-Seelscheid) ersetzt wurden. Dazu gibt es das von den Malteser Werken gGmbH betriebene private, staatlich anerkannte Gymnasium (Antoniuskolleg) und eine Außenstelle des Berufskollegs Siegburg. Die Gemeindebücherei Neunkirchen-Seelscheid versorgt die Bürger der Gemeinde mit Informationen und verfügt über einen Bestand von 36.000 Medien. Die Hauptbibliothek befindet sich in der Begegnungsstätte „Alte Schule“ in Neunkirchen, eine Zweigstelle in Seelscheid. Die Gemeindebücherei Neunkirchen-Seelscheid ist Teil des Bibliotheksverbandes „Rhein-Sieg-Onleihe“.

## Persönlichkeiten

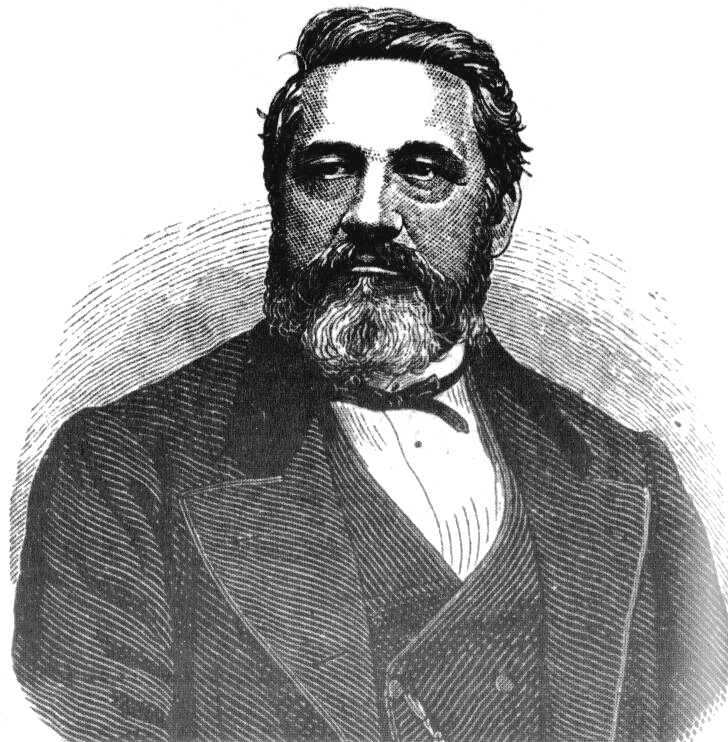
Wilhelm Herchenbach, Schriftsteller

### In Neunkirchen-Seelscheid geborene Personen
- Wilhelm Herchenbach (1818–1889), Schriftsteller
- Paul Hacker (1913–1979), Indologe
- Clemens Zerling (* 1951), Autor, Verleger, Herausgeber und Redakteur
- Richard Mailänder (* 1958), Musikwissenschaftler und Hochschullehrer
- Andreas Pinkwart (* 1960), Politiker (FDP) und Wirtschaftswissenschaftler, Minister für Wirtschaft, Innovation, Digitalisierung und Energie von Nordrhein-Westfalen, bis 2010 stellvertretender Ministerpräsident
- Sascha Lienesch (* 1978), Politiker (CDU) und Landtagsabgeordneter

### Mit Neunkirchen-Seelscheid verbundene Personen
- Julius Smend (1857–1930), Theologe, war 1885 Pfarrer in Seelscheid.
- Ernst Ebeling (1919–1991), Generalarzt der Bundeswehr, hier verstorben
- Walter Krupinski (1920–2000), Offizier des Zweiten Weltkrieges
- Jörg Kaehler (1930–2015), deutscher Schauspieler, Regisseur, Theaterleiter und Autor, lebte viele Jahre in der Gemeinde und hatte dort auch in seinem Privathaus eine kleine Bühne mit zahlreichen Aufführungen.
- Rolf Wolfshohl (1938–2024), Radrennfahrer, wohnte in Nackhausen.
- Adam & Eve (Eva Schairer, geb. Bartova 1938–1989 und Hartmut Schairer *1946), Schlagerduo, wohnten einige Jahre in Neunkirchen.
- Conny Plank (1940–1987), Musikproduzent der 1970er Jahre und 1980er Jahre, hatte sein Tonstudio in Neunkirchen-Seelscheid.
- Andreas Martin (* 1952), mit bürgerlichem Namen Andreas Martin Krause, Schlagersänger, Komponist und Musikproduzent, lebt in Neunkirchen-Seelscheid.
- Andrea Krieger (* 1965), Fußballerin, wuchs in Seelscheid auf, spielte u. a. für die SSG Bergisch Gladbach 09
- Wilfried Luchtenberg, Sportmoderator des Westdeutschen Rundfunks, lebt seit vielen Jahren in der Gemeinde.
- Ralph Caspers (* 1972), Komoderator der Sendung mit der Maus, machte sein Abitur im Antoniuskolleg in Neunkirchen.
- Marcel Siem (* 1980), Golfspieler
- Ole Tillmann (* 1981), Schauspieler und Moderator, besuchte das Antoniuskolleg.

### Historische Personen
- Ritter Göttscheid – Der Sage nach ein Ritter aus dem Ortsteil Köbach, dessen Schicksal ihn dazu veranlasst haben soll, den Kirchturm von St. Margareta in Neunkirchen, bis dato unvollendet, fertigstellen zu lassen. Nach dessen Abschluss und nach Anbringung des goldenen Wetterhahns soll Neunkirchen auch zu seinem Namen gekommen sein, da die fertige Kirche nun die neunte im Umfeld sichtbare gewesen sein soll. Diese und andere mündlich überlieferte Sagen aus Neunkirchen wurden von Wilhelm Herchenbach niedergeschrieben.[13]